# Amazone (Schiff, 1909)
Das Segelschiff Amazone ist einer von wenigen erhaltenen deutschen See-Ewern.
Es wurde im Jahr 1909 auf der J. H. Jacobs-Werft in Moorrege an der Pinnau, einem Nebenfluss der Elbe, gebaut.
Die Amazone ist 33,5 Meter lang (Lüa) und 5,36 Meter breit (Büa), die Rumpflänge beträgt 24,69 Meter. Das Schiff trägt eine Segelfläche von 290 m² und hat einen Tiefgang von 1,40 bis 2,50 Meter. Es gilt als Traditionsschiff nach der „Sicherheitsrichtlinie für Traditionsschiffe“.
Seit 2024 gehört die AMAZONE zum Verein Jugendsegeln e.V. aus Kiel, der vorher die Traditionsschiffe Carola, Zuversicht und Zwillinge von Kappeln besaß.